# Sophie Souwer
Anna Sarah "Sophie" Souwer, född 29 juni 1987 i Westervoort, är en nederländsk roddare.

## Karriär
Souwer tävlade för Nederländerna vid olympiska sommarspelen 2016 i Rio de Janeiro, där hon slutade på 6:e plats i åtta med styrman. Vid VM 2017 i Sarasota tog Souwer guld tillsammans med Nicole Beukers, Inge Janssen och Olivia van Rooijen i scullerfyra.
Vid olympiska sommarspelen 2020 i Tokyo slutade Souwer på första plats i B-finalen i singelsculler, vilket var totalt sjunde plats i tävlingen.

## Internationella tävlingar

### Olympiska sommarspelen
| År   | Plats          | Gren             | Placering |
| ---- | -------------- | ---------------- | --------- |
| 2016 | Rio de Janeiro | Åtta med styrman | 6:e plats |
| 2020 | Tokyo          | Singelsculler    | 7:e plats |

### Världsmästerskapen i rodd
| År   | Plats               | Gren             | Placering |
| ---- | ------------------- | ---------------- | --------- |
| 2013 | Chungju             | Scullerfyra      | 4:e plats |
| 2014 | Amsterdam           | Åtta med styrman | 8:e plats |
| 2015 | Aiguebelette-le-Lac | Åtta med styrman | 6:e plats |
| 2017 | Sarasota            | Scullerfyra      | 1         |
| 2018 | Plovdiv             | Scullerfyra      | 3         |
| 2019 | Ottensheim          | Scullerfyra      | 3         |

### Europamästerskapen i rodd
| År   | Plats                    | Gren             | Placering |
| ---- | ------------------------ | ---------------- | --------- |
| 2013 | Sevilla                  | Scullerfyra      | 2         |
| 2014 | Belgrad                  | Åtta med styrman | 4:e plats |
| 2015 | Poznań                   | Åtta med styrman | 2         |
| 2016 | Brandenburg an der Havel | Åtta med styrman | 2         |
| 2017 | Račice                   | Scullerfyra      | 2         |
| 2018 | Glasgow                  | Scullerfyra      | 3         |
| 2019 | Luzern                   | Scullerfyra      | 2         |
| 2021 | Varese                   | Singelsculler    | 5:e plats |